# Tupac Shakur
Tupac Amaru Shakur, noto anche con lo pseudonimo di 2Pac o Makaveli (nato Lesane Parish Crooks; New York, 16 giugno 1971 – Las Vegas, 13 settembre 1996), è stato un rapper, attivista, attore e cantautore statunitense. È considerato uno dei più grandi esponenti nella storia della musica rap, nonostante la breve carriera musicale e la morte a venticinque anni.
Con la pubblicazione del suo primo album da solista 2Pacalypse Now (1991), divenne una figura centrale nella comunità afroamericana, introducendo all'interno del genere le critiche sociali in un periodo in cui il political rap era dominante. Nel 1992 fondò il gruppo Thug Life insieme a Big Syke.
Nel 1993 uscì il suo secondo album Strictly 4 My N.I.G.G.A.Z., album con tracce politiche e di carattere sociale che portò Shakur al successo internazionale e che gli permise di organizzare diversi tour intorno al 1993-1994 in giro per l'Europa nonché di conoscere il rapper The Notorious B.I.G.. Nel 1994 uscì il suo primo album con i Thug Life, Thug Life Volume 1.
La notte del 30 novembre 1994, mentre si trovava ai Quad Studios per registrare una strofa per un amico, fu ferito da cinque colpi d'arma da fuoco in diverse parti del corpo, tra cui la testa. Nello stesso anno uscì il suo terzo album Me Against the World (registrato nel 1993-1994) in cui Shakur sfogò maggiormente la sua frustrazione e diede molto più spazio alla sua intimità e alla sua debolezza. In prigione per una condanna di violenza sessuale, decise di sciogliere i Thug Life e con il cugino Yaki Kadafi creò gli Outlawz. Uscito di prigione, firmò un contratto con Death Row Records e Interscope Records per pubblicare tre album. Nel novembre del 1995 uscì il primo singolo con la Death Row, California Love, che diventò il suo singolo più famoso.
Nel 1996 fece uscire il suo quarto e quinto doppio album All Eyez on Me, che divenne il disco hip hop più venduto e uno dei dischi più venduti della storia in assoluto negli Stati Uniti. La notte fra il 7 e l'8 settembre 1996 fu vittima di un agguato mentre era in auto nelle strade di Las Vegas. Colpito da quattro spari, fu ricoverato in ospedale in gravi condizioni e morì pochi giorni dopo, il 13 settembre.
Nel novembre 1996 uscì il suo sesto album The Don Killuminati: The 7 Day Theory. In seguito alla sua morte, sono stati pubblicati altri cinque album, tutti certificati dischi di platino negli Stati Uniti.
Con oltre 75 milioni di dischi venduti in tutto il mondo è uno degli artisti di maggiore successo commerciale. Gran parte del suo lavoro ha affrontato questioni sociali contemporanee che affliggevano i ghetti ed è considerato un simbolo di resistenza e attivismo contro le ingiustizie oltre ad essere considerato un personaggio rivoluzionario.
Nel 2010 la rivista Rolling Stone lo collocò all'86º posto nella sua lista dei 100 migliori artisti di sempre.

## Biografia

### Carriera

#### Primi passi nel mondo dell'hip hop (1972-1990)
(Tupac Shakur)

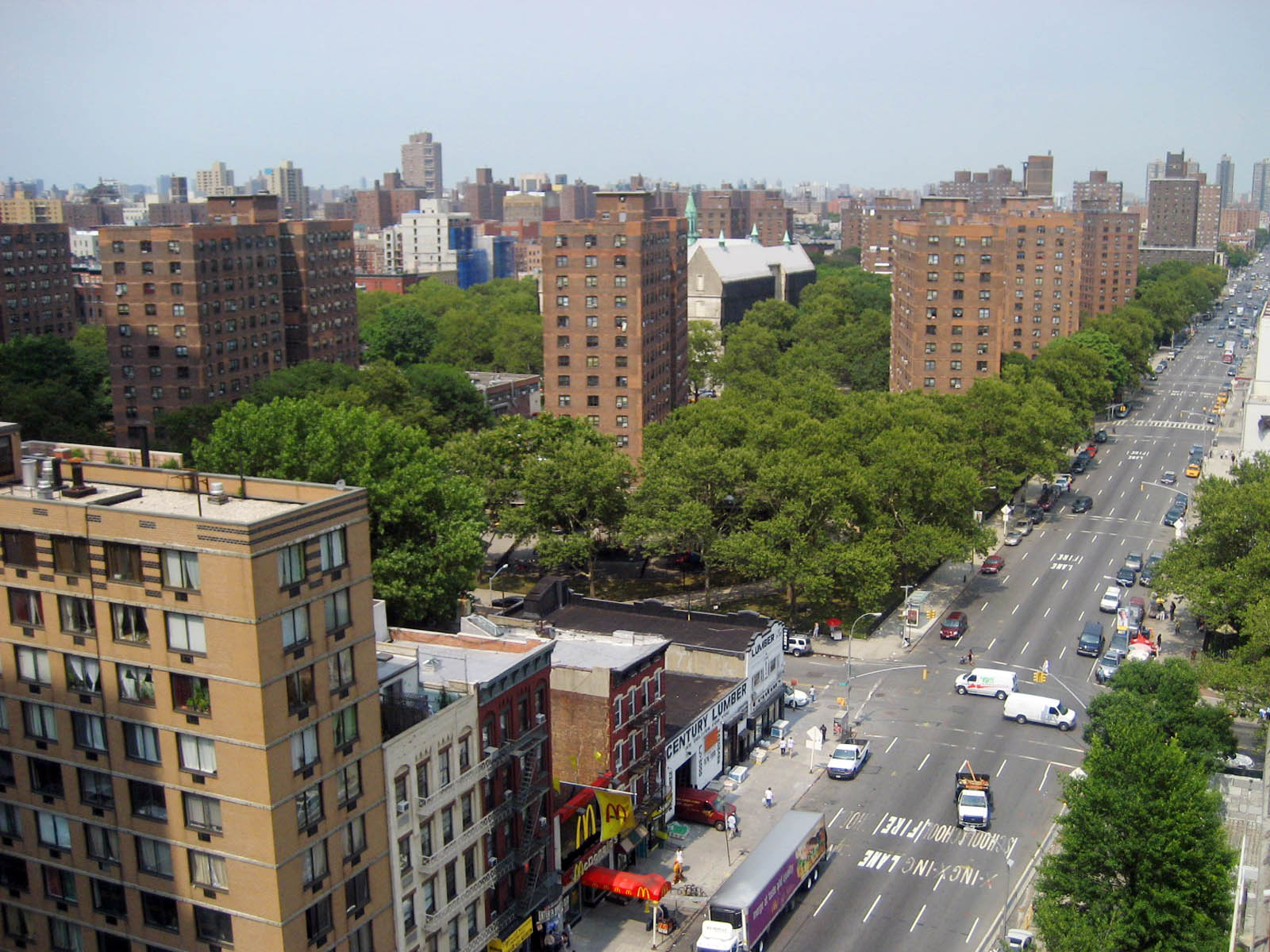
Il quartiere di East Harlem, frazione di Manhattan (New York). Fu questo l'ambiente sociale in cui Tupac mosse i primi passi nel mondo della musica hip hop.

Tupac Shakur nacque il 16 giugno 1971 presso il New York University Hospital, situato nell'East Harlem di Manhattan (New York), con il nome di Lesane Parish Crooks, ma nel 1972 fu ribattezzato in onore di Túpac Amaru II, rivoluzionario peruviano del XVIII secolo giustiziato dopo aver condotto insieme alle popolazioni indigene locali una rivolta contro i colonizzatori spagnoli. Sua madre Afeni Shakur (1947-2016) era membro attivo dell'organizzazione politica Pantere Nere fra gli anni '60 e '70, e in particolare era profondamente coinvolta nelle iniziative del famigerato gruppo estremista denominato "Panther 21", tanto da essere stata accusata di cospirazione, nello specifico di aver contribuito a piazzare un ordigno esplosivo all'interno di un edificio a Brooklyn. Imputata di 150 capi d'accusa, Afeni Shakur trascorse i primi tre mesi della sua gravidanza nel carcere di Rikers Island, sull'East River, venendo rilasciata soltanto un mese prima della nascita del bambino e dopo aver sostenuto in prima persona la propria difesa al processo.

Gran parte della formazione di Tupac ruotò totalmente intorno alla filosofia della Black Liberation Army, fortemente orientata verso teorie politiche come il nazionalismo nero e il marxismo; inoltre, diversi membri della sua famiglia si erano progressivamente radicalizzati negli ideali di tale movimento. La sua infanzia fu contrassegnata dalla totale mancanza del padre, Billy Garland, e fu cresciuto unicamente dal padrino Mutulu Shakur — fratello di Assata Shakur, fervente attivista e rivoluzionaria, arrestata più volte per diverse accuse — fino alla sua cattura nel 1981 per aver partecipato ad una sparatoria in cui persero la vita una guardia e due agenti di polizia. Costretti a frequentare ricoveri per senzatetto perché senza dimora fissa, Tupac e la madre Afeni vissero in condizioni di estrema povertà, sopraffatti dalla violenza e frequenti vittime di stupratori, tossicodipendenti e bande di strada nei ghetti di Brooklyn; peraltro, Tupac aveva un fratellastro maggiore, Mopreme Shakur, e una sorellastra, Sekyiwa, di due anni più giovane.

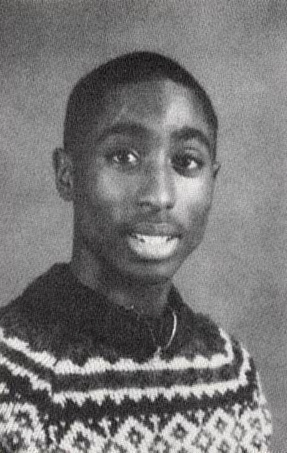
Shakur nel 1988, foto tratta dall'annuario scolastico della Baltimore School for the Arts.

Nel 1986 la famiglia si trasferì a Baltimora. Dopo aver completato l'istruzione secondaria alla Paul Laurence Dunbal High School, proseguì gli studi alla Baltimore School for the Arts. Tupac Shakur raccontò che nutriva profondo interesse nei confronti delle materie scolastiche, ed ebbe l'opportunità di coltivare la propria passione per teatro, ballo, jazz e recitazione. Lettore appassionato, i suoi insegnanti lo ricordano come uno studente molto dotato, che si dedicava ai testi più disparati e amava interpretare le opere di William Shakespeare e Lo schiaccianoci. Era inoltre un ragazzo molto popolare a scuola: insieme alle amiche Dana e Jada Pinkett Smith (futura moglie di Will Smith e con cui Tupac strinse una forte amicizia), partecipava nel cortile del liceo alle gare di beatbox e freestyle in cui dimostrava grande abilità nel costruire frasi elaborate, ed era molto apprezzato per la simpatia contagiosa, il senso dell'umorismo e la facilità che dimostrava nel comporre poesie. Durante la sua permanenza alla School for the Arts, Tupac fu acceso sostenitore della Lega della Gioventù Comunista degli Stati Uniti d'America di Baltimora, iniziando a frequentare perfino la figlia del presidente del locale Partito Comunista.
Nel 1988 Shakur e la sua famiglia si stabilirono a Marin City, una cittadina di periferia situata a 5 chilometri a nord di San Francisco; Tupac decise di frequentare la Tamalpais High School nella vicina Mill Valley. Si trattava tuttavia di un ghetto pullulante di criminalità organizzata, il cui ambiente contribuì a plasmare lentamente la vita di Tupac: Afeni Shakur iniziò a fare uso eccessivo di crack, spingendo il figlio a vivere in un appartamento abbandonato con altri ragazzi; Tupac lasciò la scuola poco prima di diplomarsi, cominciò ad assumere sostanze stupefacenti, vendere droga (nonostante gli stessi spacciatori lo scoraggiassero dal continuare, permettendogli di allargare i suoi interessi nel campo dell'hip-hop) e fare amicizia con altri ragazzi nel giro della criminalità locale, con i quali instaurò un rapporto fraterno. Nell'estate del 1989 conobbe la cantante e ballerina Leila Steinberg, della quale diventò molto amico; la ragazza, dopo essere divenuta la sua agente, gli procurò un posto come roadie per i Digital Underground, un gruppo hip-hop di Oakland.

#### Il debutto con2Pacalypse Now(1991-1992)
Nel 1990, su iniziativa di Leila Steinberg, Tupac sostenne un'audizione con Shock G dei Digital Underground, per i quali diventò il secondo rapper e ballerino. La sua abilità nel rappare era incontestabile, ma era giudicato in modo ambivalente per la sua tendenza ad atteggiamenti da divo e per il temperamento infiammabile. Shakur collaborò per la prima volta ad un disco nel 1991, in This Is an EP Release, con la canzone Same Song e in seguito in Sons of the P dei Digital Underground. In quel periodo divenne amico del rapper locale Ray Luv, col quale fondò un gruppo hip hop chiamato Strictly Dope.
Il 12 novembre 1991 il ventenne Shakur pubblicò, attraverso la Interscope Records, l'album di debutto 2Pacalypse Now. Il disco, anche se prodotto con l'aiuto della sua crew, i Digital Underground, aveva lo scopo di dimostrare il talento individuale di Shakur. Tupac si guadagnò il plauso del pubblico per la sua abilità nei testi e per le tematiche non banali che esprimeva nelle tracce dell'album, contenenti visioni politiche e personali e che portavano alla luce argomenti quasi inediti per il rap, come le problematiche della vita quotidiana delle madri nere sole (Brenda's Got a Baby e Part Time Mutha) e trattavano dei problemi legati al razzismo, alla vita nel ghetto, alla violenza di strada, alla povertà e alla criminalità organizzata.
L'album, che raggiunse la 13ª posizione della Top R&B/Hip-Hop Albums, ebbe un buon successo, ottenendo il disco d'oro, e il principale singolo, Brenda's Got a Baby, fu una presenza costante nelle rotazioni radio e videofoniche statunitensi. Mentre Shakur sosteneva che il suo album voleva descrivere i problemi che i giovani di colore dovevano affrontare, esso conteneva anche molte immagini di violenza da parte e contro la polizia. 2Pacalypse Now attirò su di sé rapidamente molte critiche, in particolare dopo che un giovane, dopo aver ucciso un agente di polizia del Texas, dichiarò di essere stato ispirato dall'album, in particolare dalla canzone Soulja's Story. L'ex vice presidente degli Stati Uniti d'America Dan Quayle, per la sua campagna a favore della moralità, attaccò pubblicamente l'album dichiarando che non doveva avere "alcuno spazio nella nostra società".
Nel 1991 debuttò anche nel mondo del cinema, facendo da comparsa nel film Nient'altro che guai, come membro dei Digital Underground.

#### La fama,Strictly 4 My N.I.G.G.A.Z.e i primi problemi con la legge (1992-1993)

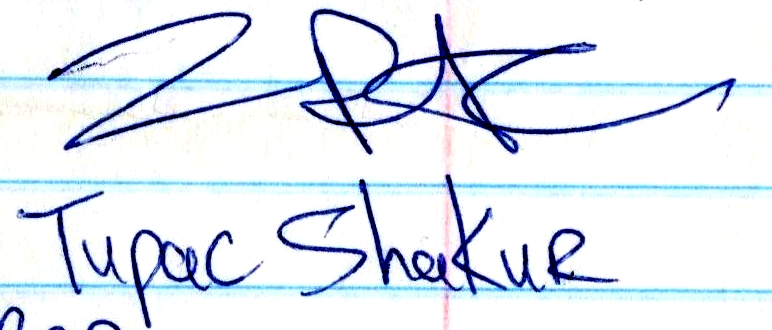
Firma di Tupac Shakur, datata 5 giugno 1995

Il periodo seguente, in cui Shakur aveva raggiunto un grande successo dal punto di vista personale ed artistico, fu contrassegnato da una serie di problemi con la legge che macchiarono la sua immagine pubblica; lo stesso Tupac raccontò come prima di iniziare la sua carriera discografica avesse la fedina penale pulita, interamente spoglia di qualsiasi precedente. Nell'ottobre 1991, mentre si trovava ad Oakland, l'artista fu fermato da due agenti di polizia per un presunto attraversamento della strada senza badare al traffico e quindi pericoloso (jaywalking). Quando disse ai poliziotti «fuck y'all» («fottetevi tutti»), venne afferrato per la gola, la sua testa sbatté sull'asfalto e venne colpito violentemente. In seguito all'accaduto, l'artista intentò una causa per 10 milioni di dollari contro il Dipartimento di Polizia Federale di Oakland, con cui giunse poi ad un accordo per un risarcimento di 42.000 dollari.
Il 22 agosto 1992 Shakur fu invitato a partecipare ad un festival musicale all'aperto a Marin City, nel quale si esibì per intrattenere il pubblico; una volta terminato, il rapper si trattenne per un'ora con la folla radunatasi per firmare autografi e scattare fotografie con i fan. Nel frattempo, fra i presenti si scatenò una violenta rissa, durante la quale Tupac avrebbe cercato invano di dividere i due assalitori, finché non estrasse dalla giacca la sua Colt Mustang calibro. 380 ACP al fine di raffreddare gli animi; tuttavia, un membro dell'entourage di Shakur, credendo che egli avesse intenzione di sparare sulla folla, cercò di strappargliela dalle mani. Nel tentativo di sottrarla al rapper, dalla pistola partì una pallottola che colpì in piena fronte Qa'id Walker-Teal, un bambino di sei anni che stava pedalando in bicicletta in un parco giochi scolastico nelle vicinanze; il ragazzino morì sul colpo.
Sebbene la polizia avesse inizialmente messo in relazione il proiettile con una pistola 7,62 mm registrata a nome di Tupac Shakur, e il fratellastro del rapper Maurice Harding fosse stato arrestato come principale sospettato dell'omicidio, nei primi mesi non furono presentate accuse, per la mancanza di un valido numero di testimoni oculari. Nel febbraio del 1995 Tupac fu citato in giudizio dalla madre di Walker-Teal, ma la procedura giuridica fu successivamente sospesa dopo che Shakur accettò di pagare 400.000 dollari alla famiglia del bambino.
Il 16 febbraio 1993 Shakur pubblicò il suo secondo album di inediti, intitolato Strictly 4 My N.I.G.G.A.Z.. L'album ottenne una risonanza mediatica e culturale maggiore rispetto al precedente 2Pacalypse Now, poiché si presentava come un'opera più personale ed introspettiva; Tupac iniziò a discostarsi dalle tematiche fortemente trattate in precedenza, focalizzandosi sulla ricerca di una spiegazione a interrogativi riguardanti la sua personale visione del mondo, le interazioni sociali, i rapporti con la religione e l'esplorazione della natura umana. L'album debuttò alla 24ª posizione della Billboard 200, rimanendo in classifica per 150 settimane consecutive, trainato dai singoli I Get Around e Keep Ya Head Up; in particolare, quest'ultima venne lodata dalla critica specializzata per il messaggio rivolto alle giovani donne nere con l'invito a ribellarsi agli uomini che non le rispettavano. Al 2004 Stictly 4 My N.I.G.G.A.Z. aveva venduto circa 1 639 584 copie negli Stati Uniti d'America, in cui è stato certificato disco di platino dalla RIAA.
Nell'ottobre del 1993 Shakur notò due uomini (si trattava dei fratelli Mark e Scott Whitwell, poliziotti fuori servizio) che stavano importunando un guidatore nero sul bordo di una strada dell'area metropolitana di Atlanta. Il rapper fu coinvolto in un alterco con i due poliziotti, sparando a Mark alla gamba e a Scott alle natiche; Tupac avrebbe dovuto fronteggiare cause legali abbastanza gravi, ma durante il procedimento giudiziario si scoprì che durante l'incidente i due fratelli erano ubriachi, sotto l'effetto di cocaina e marijuana e possessori di armi illegali. Le accuse contro Shakur furono quindi ritirate.

#### L'accusa di violenza sessuale e la sparatoria di New York (1994-1995)

##### Le accuse di violenza sessuale

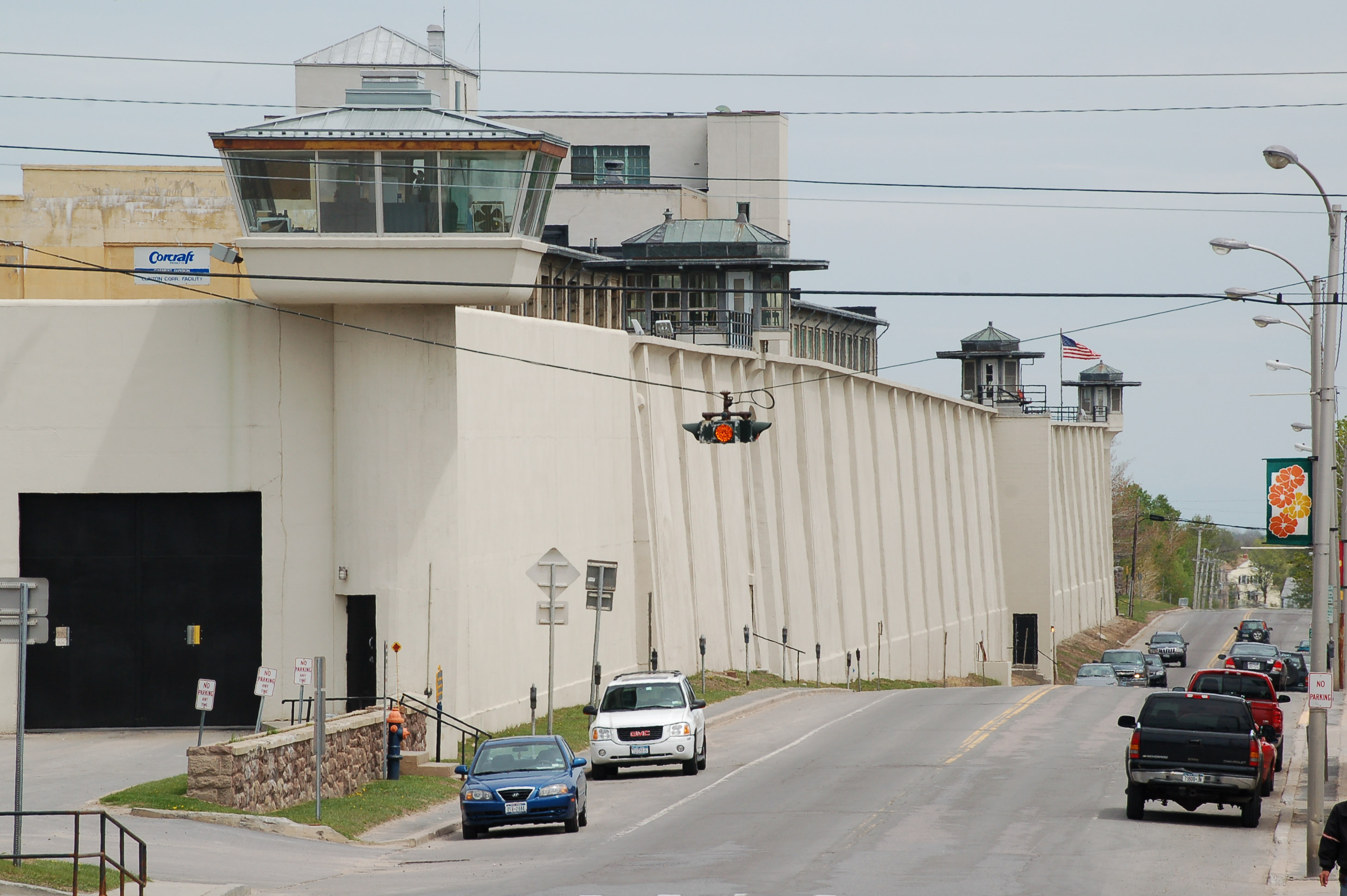
Vista della Torre Sud del Clinton Correctional Facility, carcere della contea di Dannemora, nello Stato di New York. Fu il luogo di prigionia di Shakur in seguito alle accuse di violenza sessuale

Nel novembre del 1993 Shakur venne accusato di violenza sessuale da parte di una sua fan, Ayanna Jackson. Secondo la sua testimonianza, il rapper avrebbe incontrato una sua ammiratrice descritta da Tupac come desiderosa d'altro oltre che conoscerlo; la ragazza praticò sesso orale con Shakur sulla pista da ballo di un club prima che lui la conducesse nella sua stanza al Waldorf-Astoria Hotel di New York. Quattro giorni dopo, la ragazza lo raggiunse nella sua camera d'albergo prima di uno spettacolo: mentre lei era intenta a fargli un massaggio, alcuni amici del rapper presenti interruppero la coppia volendo anche loro godere delle attenzioni della ragazza; nonostante Shakur ebbe sempre sostenuto di essersi allontanato per riposarsi, la ragazza lo accusò di aver incoraggiato i tre uomini, tirandole i capelli, ad abusare sessualmente di lei, anche sodomizzandola.
Il 7 febbraio 1995 Tupac fu condannato dalla Corte d'appello di New York a scontare 4 anni e mezzo di prigione con l'accusa di abuso sessuale dopo aver negato con veemenza di aver compiuto il crimine. Fu rilasciato dal Clinton Correctional Facility il 12 ottobre 1995, soprattutto grazie a Suge Knight, amministratore delegato della Death Row Records; Knight infatti pagò la cauzione di 1,4 milioni di dollari in vista dei nuovi impegni musicali di Shakur. Il 5 aprile 1996 la sentenza decretò di far scontare all'artista 120 giorni di prigionia per violazione dei termini del suo rilascio.

##### L'attacco ai Quad Recording Studios

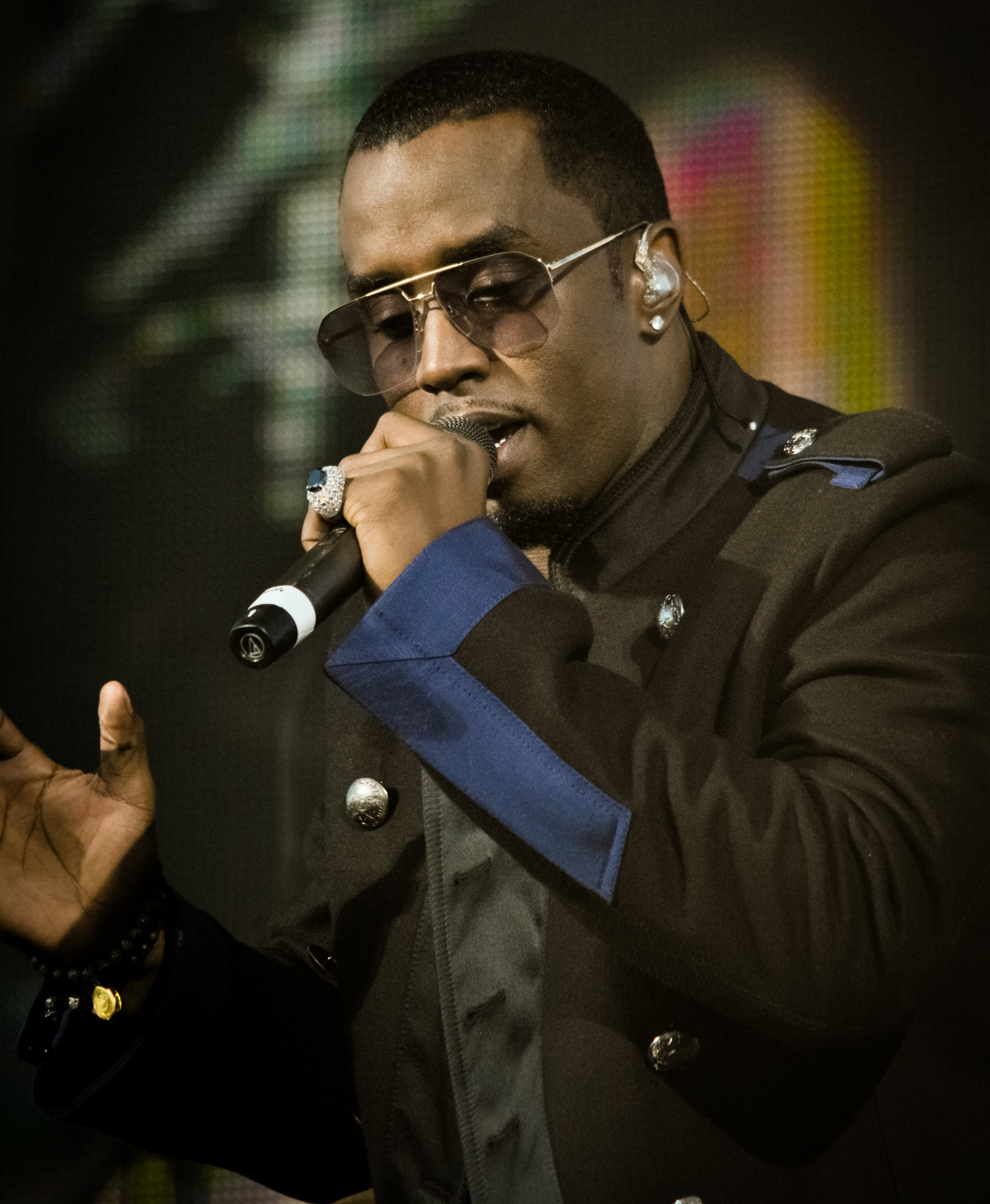
Puff Daddy, nome d'arte di Sean Combs, uno dei maggiori rappresentanti della scena hip-hop newyorkese, nonché rapper ricorrente nella celebre faida fra East e West Coast

La notte del 30 novembre 1994, poco prima del verdetto finale riguardante le accuse di abuso sessuale, Tupac Shakur fu colpito da cinque proiettili sparatigli durante un apparente tentativo di rapina presso i Quad Recording Studios, studio musicale di Manhattan, New York.
Il fatto fu ricordato dallo stesso Tupac in un'intervista al settimanale Vibe. La notte dell'accaduto si trovava con il fidato amico Stretch, il manager Freddie Moore e un altro conoscente; arrivarono nello studio per effettuare registrazioni per l'impresario Booker, personalità emergente nel music business, che aveva ingaggiato Tupac per apparire su una traccia di Little Shawn, giovane protetto con cui Shakur aveva litigato aspramente per questioni economiche. Arrivati ai Quad Studios, il rapper notò subito la presenza di due uomini afroamericani sulla trentina, vestiti con tenute militari e apparentemente indifferenti alla sua presenza; Shakur credette semplicemente che si trattasse di alcune guardie del corpo dell'entourage di The Notorious B.I.G., con cui Tupac Shakur era ancora in rapporti di amicizia. Nel momento in cui Shakur e i suoi furono davanti all'ascensore, i due uomini si avvicinarono al gruppo, estraendo delle pistole 9 mm, obbligandoli a stendersi a terra. La loro aggressione si concentrò quasi esclusivamente su Tupac, a cui spararono cinque volte mentre cercava di tirare fuori la sua Beretta M9, derubandolo di tutti i gioielli che indossava, del valore di centinaia di migliaia di dollari, lasciandogli però un Rolex 6613, regalatogli dai presunti mandanti della rapina.
Shakur fu trascinato nell'ascensore e condotto al piano superiore dell'edificio, dove erano presenti altri artisti, rapper e impresari musicali, fra cui Biggie, Sean Combs, Little Caesar, Andre Harrell e altre figure di spicco sulla scena underground. Il rapper raccontò come i suoi amici e colleghi si comportassero in modo strano, come se fossero sorpresi che fosse ancora vivo; proprio in quei momenti concitati, per via del singolare atteggiamento di molti di quelli che considerava amici, si gettarono le basi della storica rivalità fra Shakur e The Notorious B.I.G., quella che si sarebbe successivamente identificata con il nome di faida hip-hop tra East e West Coast. Tupac sopravvisse ai proiettili e nel giro di 24 ore abbandonò il Bellevue Hospital Center contro l'opinione dei medici, perché non riteneva di essere al sicuro nell'ospedale newyorkese. Il giorno dopo si presentò in tribunale su una sedia a rotelle per ascoltare il verdetto riguardo all'accusa di violenza sessuale.
Nel febbraio 1996, durante una conversazione al telefono tra Tupac e Sanyika Shakur, noto come Monster, Tupac accusò la donna che lo aveva denunciato di stupro di essere collegata agli uomini che avevano tentato di ucciderlo nel 1994 a New York, facendo capire che se non fossero riusciti a mandarlo in carcere per molto tempo allora sarebbero ricorsi a modi più violenti per farlo sparire.

#### La consacrazione conMe Against the World,All Eyez on Mee i Thug Life (1995-1996)

##### Me Against the World

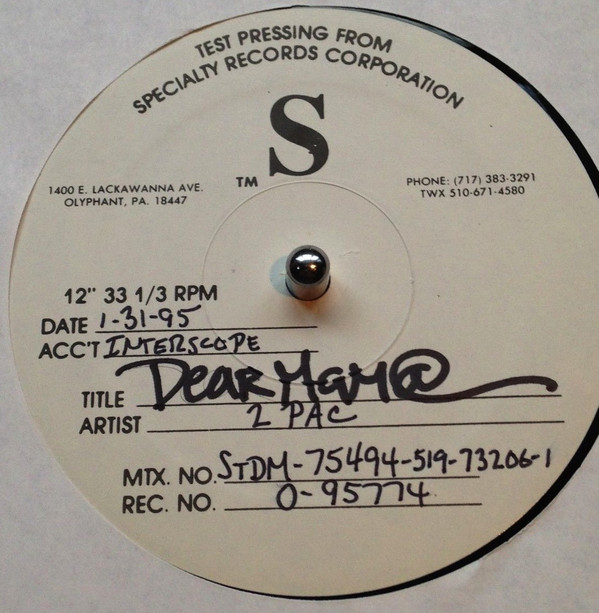
Fotografia del vinile originale del singolo Dear Mama, il primo estratto dall'album Me Against the World

Nel novembre del 1993 Shakur formò il gruppo Thug Life, fondato insieme ai suoi quattro amici Big Syke, Makadoshis, Rated R e Mopreme Shakur. Il gruppo pubblicò il 26 settembre 1994 il loro primo album in studio, intitolato Thug Life: Volume 1 e premiato successivamente con il disco d'oro dalla RIAA in virtù delle 500 000 copie distribuite negli Stati Uniti; nonostante la breve carriera musicale, i Thug Life ebbero un impatto molto significativo nel contesto artistico della Black America degli Anni Novanta, essendo tra i principali esponenti di un nuovo genere musicale, il gangsta rap.
Il 14 marzo 1995 Tupac Shakur pubblicò l'album solista Me Against the World. Considerato uno dei più grandi album hip hop di sempre nonché uno dei più influenti nella storia della musica, segnò una profonda deviazione artistica nella carriera di Shakur, venendo fortemente acclamato sia dai fan che dalla critica musicale; molte riviste di settore, come Rolling Stone e il TIME lo definiscono tutt'oggi il magnum opus del rapper. Il 20 giugno 1995 fu pubblicato Dear Mama come singolo apripista dell'album. La canzone raggiunse la cima della Billboard Hot Rap Singles e conquistò la nona posizione della Billboard Hot 100; annoverata fra le canzoni hip hop più belle della storia, nel 2004 venne inserita all'interno della lista dei 500 migliori brani musicali di tutti i tempi dalla rivista musicale Rolling Stone. Dall'album furono estratti come singoli anche If I Die 2Night e la title track Me Against the World, anch'essi di notevole successo commerciale, mentre nel 1996 Me Against the World fu premiato ai Soul Train Music Award come Miglior album rap.
Il 29 aprile 1995 Shakur si sposò con la sua storica fidanzata Keisha Morris, ma dopo tre mesi i due divorziarono. Si trattò di un periodo di pausa e riflessione, che permise a Tupac di dedicarsi ai suoi svariati interessi; ebbe tempo di leggere molto, effettuando ricerche sulle opere di noti autori del Rinascimento, in particolare Niccolò Machiavelli, da cui trasse lo pseudonimo di Makaveli, scrivendo perfino una sceneggiatura per un film, intitolata Live 2 Tell. Il mese successivo, una volta rilasciato dal Clinton Correctional Facility, Shakur volò a Los Angeles per avviare il suo nuovo ambizioso progetto musicale, completato nell'arco di alcune settimane.

##### All Eyez on Me,Euphanasia,One Natione la Makaveli Records

Logo ufficiale di Tupac Shakur, apparso per la prima volta sulla copertina di California Love nel 1995

Un anno dopo la pubblicazione di Me Against the World, nel dicembre del 1995 Tupac aprì la sua società Euphanasia e il 28 dicembre 1995 pubblicò il singolo California Love, scritto e interpretato in collaborazione con Dr. Dre e volto ad anticipare l'uscita del suo quarto album di inediti, intitolato All Eyez on Me. Il brano ebbe uno straordinario successo, raggiungendo la prima posizione della Billboard Hot 100 rimanendovi per due settimane consecutive; venne inoltre premiato con numerosi riconoscimenti, fra cui una nomination ai Grammy Award per la Miglior interpretazione rap solista ed è indicato come uno dei brani musicali più rappresentativi del sound del West Coast rap, nonché la canzone più celebre nell'intera discografia di Tupac Shakur. Inoltre, il relativo videoclip è citato più volte in diverse liste riportanti i migliori video musicali mai realizzati.
Il 13 febbraio 1996 fu pubblicato All Eyez on Me, e il successo fu senza precedenti; vendette oltre 38,5 milioni di copie in tutto il mondo, 10 dei quali nei soli Stati Uniti d'America, uno degli album hip hop più venduti di tutti i tempi. Il 2 marzo Tupac s'impose per la prima volta in vetta alla Billboard Albums Chart rimanendovi per due settimane consecutive e restando in classifica per un totale di 109 settimane; l'album fu il più venduto dell'anno 1996 con 6,5 milioni di copie a livello globale. Furono estratte come singoli canzoni che scalarono rapidamente le classifiche, come How Do U Want It, 2 of Amerikaz Most Wanted in collaborazione con l'amico rapper Snoop Dogg e I Ain't Mad At Cha.
Nel singolo How Do U Want It fu aggiunta la famosa diss track Hit' em Up, nella quale Shakur dichiarò guerra al rapper e ex amico The Notorious B.I.G., affermando di aver avuto rapporti sessuali con sua moglie Faith Evan; nel brano attacca anche Puff Daddy, la Bad Boy Records, Jay-Z, i Mobb Deep, Chino XL e Lil' Cease.
Shakur continuò poi le sue prolifiche registrazioni, nonostante alcuni problemi incombenti alla Death Row, dato che Dr. Dre, dopo alcuni litigi con Suge Knight, abbandonò il ruolo di produttore della casa discografica. Inoltre, sempre nel 1996, Snoop Dogg venne assolto dall'accusa di essere stato complice di un omicidio compiuto dalla sua guardia del corpo e la faida fra East e West Coast era all'apice. Proprio per attenuare la tensione fra i rapper delle due coste, durante l'estate del 1996 Shakur invitò nella sua residenza in California i rapper Buckshot, Dru-Ha, Tek e Steele appartenenti al super gruppo newyorkese Boot Camp Clik per registrare un doppio album assieme, intitolato One Nation, e aprì la sua etichetta discografica di distribuzione Makaveli Records. Diversi rapper e artisti firmarono o furono in procinto di firmare con la Makaveli Records, come ad esempio Boot Camp Clik, Big Daddy Kane, Outlawz, Greg Nice, Craig Mack e Lil' Kim, Run DMC, Jennifer Lopez e Nadia Cassini.
Il disco è rimasto a metà lavorazione; nelle registrazioni primarie include collaborazioni da parte di artisti di entrambe le coste, tra cui Big Daddy Kane, Pete Rock, Bone Thugs-n-Harmony e Spice 1. L'album sarebbe dovuto uscire nel 1997, ma a causa dell'omicidio di Tupac non fu mai pubblicato.
L'ultimo album realizzato da Shakur mentre era ancora in vita fu The Don Killuminati: The 7 Day Theory. Primo album dell'artista uscito postumo, è solenne e cupo, e in molte tracce Shakur prevede la propria morte. L'album è stato riconosciuto come un classico da molti critici e fan e le vendite furono superiori ai cinque milioni di copie arrivando poi a superare i 28 milioni di unità. Durante la prima settimana vendette 664 000 copie e arrivò alla prima posizione della Top R&B/Hip-Hop Albums e della Billboard 200, rendendo Tupac il primo rapper ad avere due album nella prima posizione in un solo anno.

#### La morte

##### L'agguato

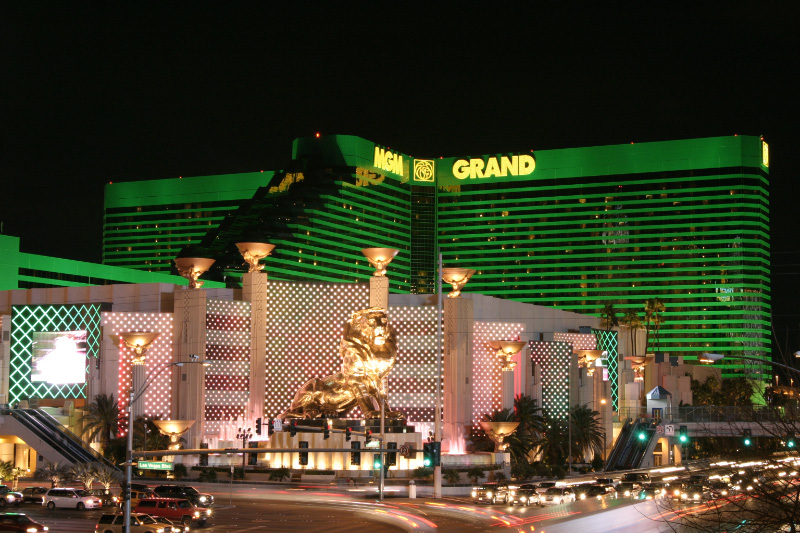
L'MGM Grand Las Vegas di Las Vegas (Nevada): all'interno di questo grande hotel, poche ore prima di essere assalito, Tupac aveva innescato una rissa con il membro della gang dei Crips Orlando Anderson.

Nella notte tra il 7 e l'8 settembre 1996 Shakur si trovava all'MGM Grand Las Vegas, celebre casinò situato al 3799 del Las Vegas Boulevard South di Las Vegas, dove con l'amico Suge Knight avrebbe dovuto assistere ad un incontro di boxe fra Mike Tyson e Bruce Seldon. Subito dopo aver lasciato il casinò, uno degli uomini di Knight notò che all'evento era presente anche Orlando Anderson, membro della temuta gang dei Crips di Compton; l'anno prima Anderson aveva derubato, insieme ad alcuni teppisti, un membro dell'entourage della Death Row Records all'interno di un negozio Foot Locker. Il rapper si sarebbe quindi scagliato contro Anderson, con l'aiuto dei suoi amici e delle guardie del corpo di Knight; l'aggressione, interamente ripresa dalle telecamere di sorveglianza dell'hotel, si concluse con la fuga di Tupac a bordo della BMW E38 di Knight con al seguito molte macchine, che facevano parte di un corposo convoglio.
La banda si stava dirigendo verso il Club 662, un club di proprietà della Death Row, nel quale il gruppo avrebbe dovuto trascorrere la serata facendo un live con i Run DMC e Craig Mack. Approssimativamente alle 22:55, mentre era fermo al semaforo rosso con l'auto, un fotografo sostò accanto al finestrino e Shakur lo abbassò per farsi fotografare; nell'arco di tempo compreso fra le 23:00 e le 23:05 furono fermati sul Las Vegas Boulevard da alcuni poliziotti metropolitani in bicicletta a causa della musica troppo alta dello stereo e per la targa mancante; dopo pochi minuti Suge Knight ritrovò la targa nel bagagliaio, e i due furono lasciati liberi dalla polizia. Attorno alle 23:10, fermi al semaforo sulla Flamingo Road, vicino all'incrocio di Koval Lane, Shakur scambiò alcune parole con due donne sedute nell'auto affiancata alla sinistra della sua, invitandole al Club 662. Cinque minuti più tardi, una Cadillac DeVille bianca con a bordo un imprecisato numero di occupanti le si accostò sul lato destro; da essa partirono 12 spari contro Shakur in rapida successione. Il cantante fu raggiunto da quattro di essi, colpito due volte al torace e una a bacino, coscia e mano destra; uno dei proiettili gli trapassò un polmone. Suge Knight, invece, fu raggiunto solo da frammenti di proiettile e solo uno di essi lo ferì abbastanza seriamente. Al momento della sparatoria, la guardia del corpo di Shakur, Frank Alexander, stava seguendo il veicolo dell'artista, in un'auto appartenente a Kidada Jones, fidanzata di Shakur all'epoca. La guardia del corpo dichiarò che al momento di salire nelle auto per andare al Club 662, Shakur lo aveva invitato a guidare quella della Jones che doveva trasportare gli Outlawz e a non mettersi in auto con lui perché, in caso lui e Suge fossero stati ubriachi, sarebbero servite altre auto del seguito per fare ritorno in albergo.

##### Il ricovero e la morte
Shakur fu trasportato d'urgenza presso l'University Medical Center of Southern Nevada alle 23:25 con l'assistenza di polizia e paramedici. All'interno della struttura, l'artista fu fortemente sedato, perse più volte conoscenza e fu messo sotto respiratore e macchine salvavita, per essere poi infine posto in coma farmacologico tramite l'iniezione di barbiturici. Dopo numerosi interventi chirurgici, tra i quali la rimozione del polmone destro danneggiato irreparabilmente, Shakur superò un'emorragia interna e i medici dichiararono quindi, come a quel punto, attraversata la fase critica della terapia medica, ci fosse un buon 50% di probabilità di sopravvivenza.
Le condizioni si aggravarono improvvisamente il pomeriggio del 13 settembre 1996 a causa di una nuova emorragia interna, che nonostante le cure veloci da parte dell'unità di terapia intensiva, ebbe la meglio sul cantante. Tupac Amaru Shakur fu dichiarato morto alle 16:03, ufficialmente a causa di insufficienza respiratoria e dell'arresto cardiorespiratorio, in connessione ai diversi colpi di pistola ricevuti in parti vitali. Il corpo di Shakur fu cremato.

##### Antefatti e reazioni
Dopo la sparatoria che coinvolse Shakur a New York, i rapporti fra Shakur e The Notorious B.I.G. si erano inaspriti, poiché quest'ultimo era stato accusato di aver lasciato che il rapper fosse incastrato in occasione della sparatoria ai Quod Studios, colpe lanciate su di lui dallo stesso Tupac. Questa fu una delle principali scintille che fecero esplodere la cosiddetta faida hip-hop tra East Coast e West Coast, capeggiata da Shakur e Biggie, i quali solevano scontrarsi a colpi di rime e dissing come riportato peraltro all'interno del brano Hit 'Em Up. Un insieme di precedenti, indizi e diverse congetture portarono a credere per lungo tempo che fossero proprio Biggie e il suo amico Puff Daddy i mandanti per l'omicidio di Tupac. L'assassinio di The Notorious B.I.G. il 9 marzo 1997, ucciso da colpi di arma da fuoco sparati da un'auto accostata alla sua scosse profondamente il contesto della scena hip-hop della East Coast, provocando una perdita incolmabile su entrambi i fronti; scomparendo due dei rapper più influenti dell'epoca, nel 1997 diversi artisti, fra cui Bizzy Bone, Doug E. Fresh, Snoop Dogg e Puff Daddy, si incontrarono su richiesta di Louis Farrakhan, guida della Nation of Islam, e cessarono ogni rivalità.
Come accadde nel caso di diverse celebrità nel mondo della musica e dello spettacolo, la morte di Tupac Shakur rimane ancora oggi avvolta nel mistero, complici soprattutto la formulazione di teorie di stampo complottistico. Il precedente tentativo di rapina aveva convinto Shakur a ricercare una protezione esterna, perciò Suge Knight aveva assunto delle guardie del corpo già nell'ottobre 1995, ma la sua guardia del corpo personale Frank Alexander la sera del 7 settembre fu incaricato proprio da Shakur di guidare l'auto che trasportava il suo gruppo spalla, gli Outlawz; era noto inoltre che Tupac spesso portasse un giubbotto antiproiettile nelle uscite in pubblico, ma quella notte decise di non indossarlo viste le temperature roventi di Las Vegas e il grande controllo sulle armi da fuoco nella città, che doveva rappresentare un'ulteriore garanzia di sicurezza.

### Carriera postuma

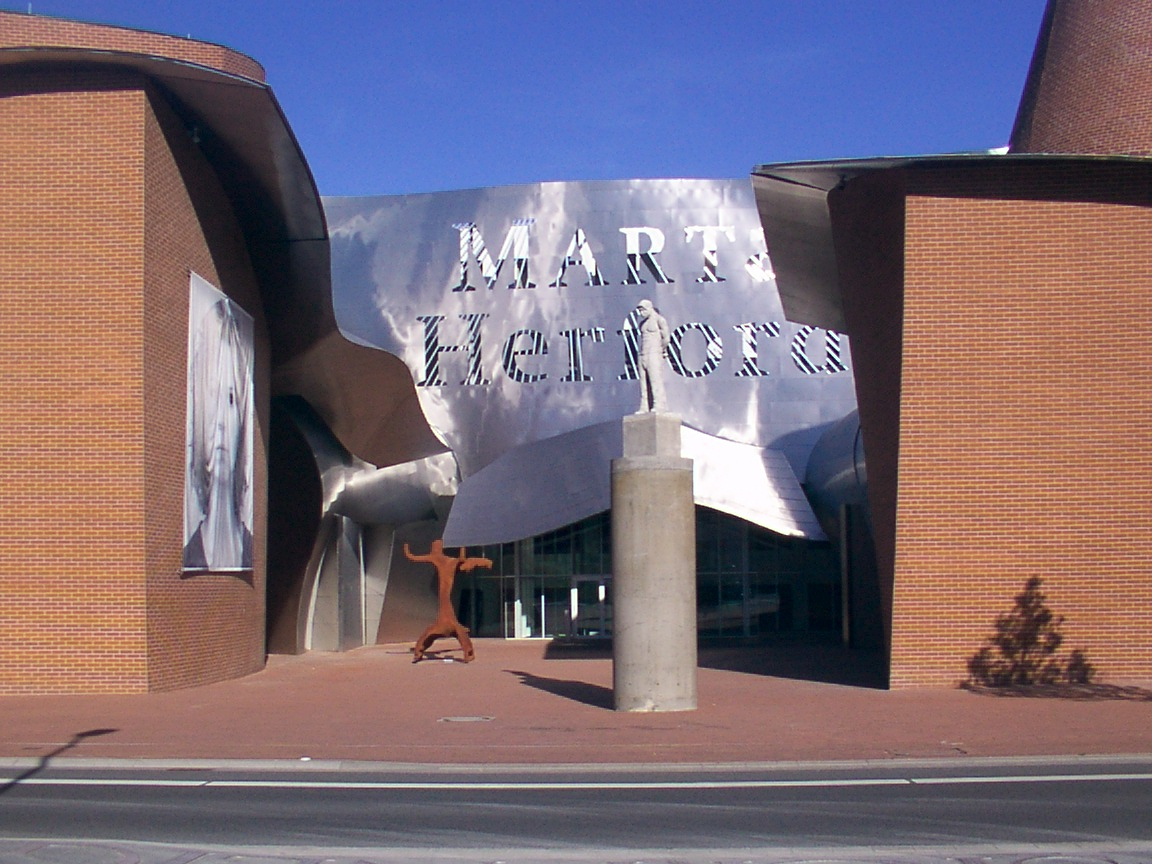
Statua dedicata a Shakur al MARTa Herford, in Germania

Memorial dedicato al rapper

Shakur aveva dichiarato, alla sua uscita di prigione, di aver in mente numerosi progetti per il futuro, fra i quali l'abbandono della scena hip hop con la pubblicazione di album di alta qualità, profondi, più o meno ogni cinque anni. Pac desiderava anche dedicarsi a diverse iniziative a favore della comunità, come per esempio una Little League (Piccola serie) per incoraggiare i bambini afroamericani a rimanere sulla retta via. Iniziò un progetto preliminare di nome "The Underground Railroad" che puntava a tenere lontani dalla droga i giovani coinvolgendoli nella musica. Anche se non visse abbastanza per realizzare questi progetti, la madre Afeni cercò di portare avanti la sua opera raccogliendo denaro destinato a un centro per le arti.
Negli anni dopo la morte di Shakur furono pubblicati numerosi suoi album postumi; il primo uscì nel novembre del 1996, The Don Killuminati: The 7 Day Theory, album che l'artista aveva completato nei mesi prima della morte. Nel 1997 fu la volta di R U Still Down? (Remember Me), il primo lavoro dell'artista pubblicato sotto l'etichetta Amaru Entertainment; il disco contiene pezzi precedentemente esclusi dagli album Strictly 4 My N.I.G.G.A.Z., Thug Life: Volume 1, Me Against the World ed All Eyez on Me. Nel 1998 uscì Greatest Hits, prima raccolta del rapper contenente 21 canzoni più gli inediti God Bless the Dead, Unconditional Love, Troublesome 96 e Changes.
Nel 2001 uscì il quarto album postumo, Until the End of Time, lanciato dall'omonimo singolo, basato su un campionamento di Broken Wings dei Mr. Mister. Il secondo singolo estratto fu Letter 2 My Unborn, basato su un campionamento della canzone di Michael Jackson Liberian Girl. Nel 2002 fu la volta del quinto album postumo Better Dayz; l'album entrò al numero 5 della classifica Billboard 200 e contiene del materiale registrato tra il 1994 e il 1996.
Il 14 novembre 2003 arrivò nelle sale cinematografiche un documentario sul rapper dal titolo Tupac: Resurrection; girato sotto la supervisione di Afeni Shakur, è narrato interamente dalla voce di Tupac, ottenuta da materiale d'archivio. Gli incassi sono stati destinati a un fondo di solidarietà creato da Afeni.
Il 6 agosto 2004 uscì 2Pac Live, il primo album dal vivo del rapper, mentre il 14 dicembre di quell'anno fu pubblicato l'album Loyal to the Game. Il disco fu prodotto da Eminem e contava le collaborazioni di artisti di musica pop, quali Elton John e Dido, e musica hip hop, tra cui il già citato Eminem, Obie Trice, Jadakiss, Nate Dogg e la G-Unit (allora composta da 50 Cent, Tony Yayo, Lloyd Banks e Young Buck). L'album ebbe un grande successo e vinse il disco di platino. Il 3 ottobre 2005 uscì in formato CD e DVD il secondo album dal vivo di Shakur, Live at the House of Blues, registrato durante la sua ultima esibizione dal vivo il 4 luglio 1996; all'evento parteciparono anche diversi rapper, come Snoop Dogg, Tha Dogg Pound e Outlawz.
Il 5 aprile 2006 fu presentata al museo di Madame Tussauds di Las Vegas la statua di cera di Tupac Shakur. Jeni Fairey impiegò oltre 700 ore per riprodurre fedelmente il corpo di Shakur. L'opera pesa complessivamente 25 kg e ritrae Tupac a torso nudo con la sua classica bandana e tutti i tatuaggi. La statua fece il giro del mondo per ricordare il decimo anniversario della sua morte; fu esposta a New York, Hong Kong, Shanghai e Londra, per poi stabilirsi definitivamente nel museo Tasca. Il 21 novembre 2006 fu pubblicato Pac's Life, contenente diversi duetti con Ashanti, Snoop Dogg, Keyshia Cole, Bone Thugs-n-Harmony e Outlawz. Arrivò alla posizione numero 9 della Billboard 200, vendendo 159 000 copie negli Stati Uniti.
L'8 dicembre 2009 comparve, con la canzone Changes, nella playlist ufficiale del Vaticano, pubblicata su Myspace.
Nel 2009, dopo l'uscita di un film biografico basato sulla vita di The Notorious B.I.G., iniziò a correre voce la possibilità della realizzazione di un film per il grande schermo su Shakur. A marzo, alcuni siti indicarono come alcuni studi cinematografici stessero preparando un progetto su Shakur, in fase di compravendita.
Nel 2012 apparve un suo ologramma al Coachella Valley Music and Arts Festival che interpretò i brani Hail Mary e 2 of Amerikaz Most Wanted per poi lasciare la scena scomparendo in un lampo di luce.
Nel 2017 uscì nei cinema il film biografico All Eyez on Me.

### Omaggi postumi
Nel 2012 l'università norvegese di Oslo ha organizzato il corso: "Tupac, hiphop og kulturhistorie (Tupac, hip hop e storia culturale)." Come afferma Knut Aukrust, professore norvegese e studioso accademico di studi culturali dell’Università di Oslo:“Tupac Amaru Shakur è uno dei rappresentanti più famosi della cultura hip-hop. È diventato un’icona con lo status di santo ben oltre i fan. I riferimenti a lui e al suo messaggio appaiono in tutto il mondo, dallo slogan dei “cambiamenti” di Barack Obama, al desiderio di pace in Medio Oriente di palestinesi e israeliani, alle persone di Groruddalen (Norvegia) che vogliono che le loro esperienze siano prese sul serio. Il corso mette in evidenza come una singola persona può inserirsi in una rete più ampia di modelli culturali e come una tradizione di narrazione locale sia diventata un fenomeno culturale internazionale.

## Vita privata
Shakur non ebbe mai l'opportunità di esprimere le proprie opinioni riguardo alla sua fede religiosa, ma da quanto facilmente intuibile da alcuni estratti delle canzoni Ghetto Gospel e Only God Can Judge Me è molto probabile che credesse in Dio; molti analisti talvolta tendono ad indicarlo come teista. Era convinto dell'esistenza del karma o di una forza superiore, escludendo tuttavia la possibilità di vita dopo la morte.
Tupac strinse forti amicizie con Mike Tyson, Chuck D, Marlon Wayans e Rosie Perez. Nel corso degli anni divenne fidato collaboratore ed amico di Snoop Dogg, del cugino Nate e Freddie Foxxx, contribuendo alla scrittura dei testi di alcune canzoni; il 29 aprile 1995 si sposò nel corso di una cerimonia privata con Keisha Morris, ma il matrimonio fu annullato tre mesi dopo, perché Tupac la riteneva più un'amica.
Nella scrittura dei testi musicali Tupac fu fortemente condizionato dal contesto sociale in cui si trovava, soprattutto per le condizioni che versavano nell'ambiente della Black America di inizio anni novanta. La musica, l'idealismo e gli aspetti filosofici ed introspettivi che Shakur attribuiva ai testi dei suoi brani musicali lo hanno reso una delle figure più celebri ed emblematiche della lotta contro il razzismo; nello specifico, le sue origini, l'educazione culturale ricevuta e il suo carattere passionale e violento l'hanno portato a trattare temi caldi come l'emarginazione sociale, i pregiudizi etnici, la violenza della polizia e la ghettizzazione degli afro-americani in una società ingiusta ed interessata solo al proprio guadagno. A partire dalla seconda metà degli anni novanta si è iniziato a considerare quello di Tupac Shakur come un vero e proprio movimento culturale prefissato alla conquista dell'egualitarismo, nazionalismo e al contrasto ai poteri forti. Avido lettore, Shakur amava inoltre creare parallelismi fra le opere di autori come Platone, Niccolò Machiavelli e William Shakespeare con le dinamiche dei ragazzi dei ghetti neri, riproponendone talvolta i caratteri artistici e letterari.
Shakur ha tratto forte ispirazione attingendo particolarmente ai lavori di diversi artisti appartenenti alla corrente musicale sviluppatasi in Regno Unito e Irlanda fra la fine degli Anni Ottanta e Novanta caratterizzata dall'affermazione della musica pop e del rock psichedelico; il rapper citò diverse volte i Culture Club, Kate Bush, Sinéad O'Connor e gli U2 come principali ispiratori per il suo stile musicale.

## Discografia

### Album in studio
- 1991 – 2Pacalypse Now
- 1993 – Strictly 4 My N.I.G.G.A.Z.
- 1995 – Me Against the World
- 1996 – All Eyez on Me
- 1996 – The Don Killuminati: The 7 Day Theory (postumo)
- 1997 – R U Still Down? (Remember Me) (postumo)
- 2001 – Until the End of Time (postumo)
- 2002 – Better Dayz (postumo)
- 2004 – Loyal to the Game (postumo)
- 2006 – Pac's Life (postumo)

### Collaborazioni
- 1994 – Thug Life: Volume 1  (con i Thug Life)
- 1999 – Still I Rise (con gli Outlawz)

### Raccolte
- 1998 – Greatest Hits
- 2000 – The Rose that Grew from Concrete
- 2003 – The Prophet: The Best of the Works
- 2003 – Nu-Mixx Klazzics
- 2005 – The Rose, Vol. 2
- 2007 – Beginnings: The Lost Tapes 1988-1991
- 2007 – Nu-Mixx Klazzics Vol. 2
- 2007 – Best of 2Pac Part 1: Thug
- 2007 – Best of 2Pac Part 2: Life

### Colonne sonore
- 2003 – Tupac: Resurrection

### Live
- 2004 – 2Pac Live
- 2005 – Live at the House of Blues

## Filmografia

### Carriera da attore
Oltre la carriera musicale, Tupac si stava costruendo una carriera di attore. John Singleton scrisse il soggetto del film Baby Boy - Una vita violenta pensando a lui come protagonista, ma il rapper morì prima dell'inizio delle riprese. Venne poi sostituito con Tyrese Gibson, e il film uscì nelle sale nel 2001, cinque anni dopo la morte di Shakur.
Nel periodo 1991-1996, Tupac recitò in sette film, fra i quali Juice, acclamato dalla critica, Poetic Justice con Janet Jackson, e Gridlock'd - Istinti criminali con Tim Roth. Avrebbe dovuto inoltre essere il protagonista nel film Nella giungla di cemento (Menace II Society) dei fratelli Hughes, ma venne sostituito da Larenz Tate dopo aver aggredito i registi. Nei primi mesi del 1996 Jada Pinkett Smith propose al regista Daisy von Scherler Mayer di aggiungere Tupac nel cast del film Appuntamento a Brooklyn e accettò, ma il ruolo di Tupac fu interpretato poi da LL Cool J. Inoltre il regista George Lucas considerò Tupac per il ruolo del Maestro Jedi Mace Windu nell'atteso primo prequel della saga di Star Wars, di cui lo stesso Shakur affermò di essere un grande estimatore. Il personaggio venne poi interpretato da Samuel L. Jackson.
Film a cui ha partecipato:
- Nient'altro che guai (Nothing but Trouble), regia di Dan Aykroyd (1991)
- Juice, regia di Ernest Dickerson (1992)
- Poetic Justice, regia di John Singleton (1993)
- Vola più in alto - Above the Rim, regia di Jeff Pollack (1994)
- Bullet, regia di Julien Temple (1996)
- Gridlock'd - Istinti criminali (Gridlock'd), regia di Vondie Curtis-Hall (1997)
- Istinti criminali (Gang Related), regia di Jim Kouf (1997)

### Live 2 Tell
Il 4 febbraio 1995, Shakur venne incarcerato al Clinton Correctional Facility per scontare una pena di quattro anni e mezzo per violenza sessuale. Durante il periodo di detenzione scrisse diversi testi di canzoni e lavorò a un soggetto dall'evocativo titolo di Live 2 Tell, la cui trama ruotava attorno ad un adolescente atto a divenire un signore della droga e in seguito un redento in cerca di una nuova vita.
Shakur era intenzionato a trasformare in un film per il grande schermo la sua sceneggiatura, pensando a sé stesso per interpretare il ruolo del protagonista, anche alla luce dei suoi precedenti impegni recitativi nel mondo del cinema prima della sua detenzione.
Con la preproduzione di un film biografico su Tupac per mano di Morgan Creek e Antoine Fuqua, Afeni annunciò il riavvio dello sviluppo di Live 2 Tell. A riprenderne in mano le pratiche, valutate per una spesa complessiva di produzione di 11ml $, la NStar Studios di Preston Holmes e Ivan Juzang, pianificando di iniziarne la lavorazione nel primo quarto. Afeni, nuovamente inserita nel film in ruolo di produttrice esecutiva.

### Documentari
La vita di Tupac ha raccolto l'attenzione di molte persone, e piccoli e grandi documentari sulla sua breve vita sono stati realizzati nel corso del tempo, dopo la sua morte:
- Tupac Shakur: Thug Immortal (1997)
- Tupac Shakur: Words Never Die (1997)
- Tupac Shakur: Before I Wake... (2001)
- Welcome to Deathrow (2001)
- Tupac Shakur: Thug Angel: The Life of an Outlaw (2002)
- Biggie & Tupac (2002)
- Tha Westside (2002)
- 2Pac 4 Ever (2003)
- Tupac: Resurrection (2003)
- Tupac vs. (2004)
- Tupac: The Hip Hop Genius (2004)
- So Many Years, So Many Tears (2006)
- Tupac: Assassination (2007)
- Tupac: Assassination II: Reckoning (2009)
- All Eyez On me (2017)

### Film sull'omicidio
- City of Lies - L'ora della verità (City of Lies), regia di Brad Furman (2018)

## Riconoscimenti
- American Music Award
  - 1994 – Candidatura come artista rap/hip hop preferito
  - 1997 – Artista rap/hip hop preferito
- Grammy Award
  - 1996 – Candidatura alla miglior interpretazione rap solista per Dear Mama
  - 1996 – Candidatura al miglior album rap per Me Against the World
  - 1997 – Candidatura al miglior album rap per All Eyez on Me
  - 1997 – Candidatura alla miglior interpretazione rap di un duo o un gruppo per California Love (con Dr. Dre & Roger Troutman)
  - 1997 – Candidatura alla miglior interpretazione rap di un duo o un gruppo per How Do U Want It (con K-Ci & JoJo)
  - 2000 – Candidatura alla miglior interpretazione rap solista per Changes
- Hip Hop Hall of Fame
  - 2002 – Inserimento nella hall of fame
- MTV
  - 2005 - 2° posto nella lista I più grandi MC di tutti i tempi
- MTV Video Music Award
  - 1996 – Candidatura al miglior video rap per California Love (con Dr. Dre & Roger Troutman)
  - 1997 – Candidatura al miglior video rap per Changes
  - 1997 – Candidatura al miglior montaggio per Changes
  - 2003 – Candidatura al miglior video rap per Thugz Mansion
- Rolling Stone
  - 2003 - 86° posto nella classifica I 100 artisti immortali nel mondo della musica[98]

## Doppiatori italiani
Nelle versioni in italiano delle opere in cui ha recitato, Tupac Shakur è stato doppiato da:
- Pasquale Anselmo in Above the Rim, Gridlock'd - Istinti criminali
- Sandro Acerbo in Poetic Justice
- Stefano Mondini in Bullet
- Tony Sansone in Istinti criminali